# 小行星5044
小行星5044（英語：5044 Shestaka）是一颗围绕太阳公转的小行星。1977年8月18日，尼古拉·切爾尼赫在克里米亚发现了此天体。
这颗小行星的绝对星等为43.16705193056012等。